# 1905 год в России

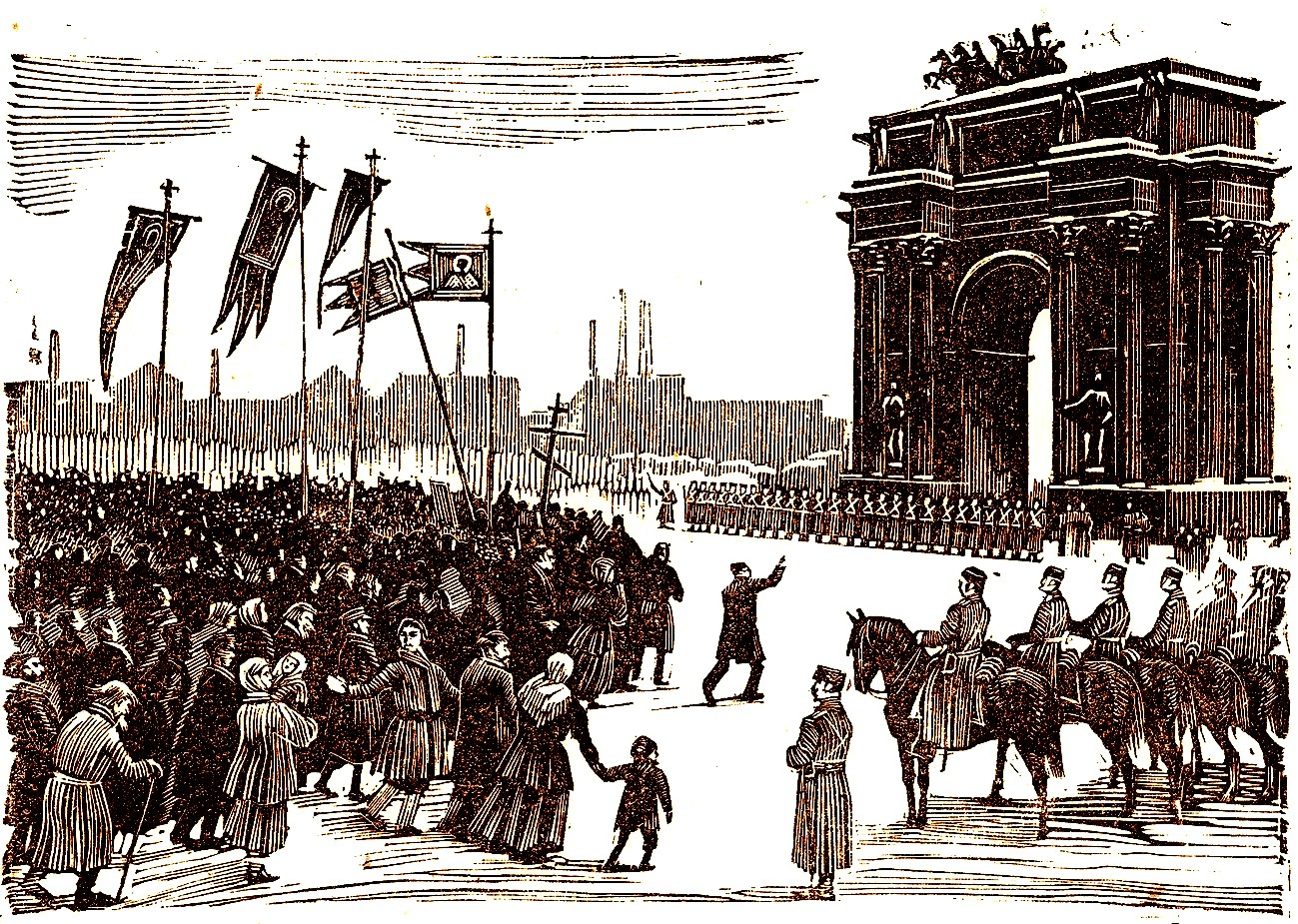
«Кровавое воскресенье»

## Январь
- 1 января — на заводе «Алагир» во Владикавказе получен первый в России цинк.
- 2 января — окончание обороны Порт-Артура, крепость сдана неприятелю по решению коменданта Стесселя.
- 10 января — Январская забастовка московских рабочих
- 12—16 января — Сражение при Сандепу
- 17 января — началась забастовка на заводах и в механических мастерских Баку. Прекращена 2 февраля
- 22 января — «Кровавое воскресенье», начало Первой русской революции[1]
- 25 января — в Риге началась всеобщая забастовка

## Февраль
- 2 февраля — в Санкт-Петербурге обрушился Египетский мост через Фонтанку во время прохождения по нему эскадрона гвардейской кавалерии.
- 8 февраля — начались забастовки в Баку, Елизаветполе и в других городах Азербайджана
- 17 февраля — в Москве эсером Иваном Каляевым убит великий князь Сергей Александрович.
- 17 февраля—10 марта — Мукденское сражение
- 19 февраля — начались трёхдневные межнациональные столкновения в Баку

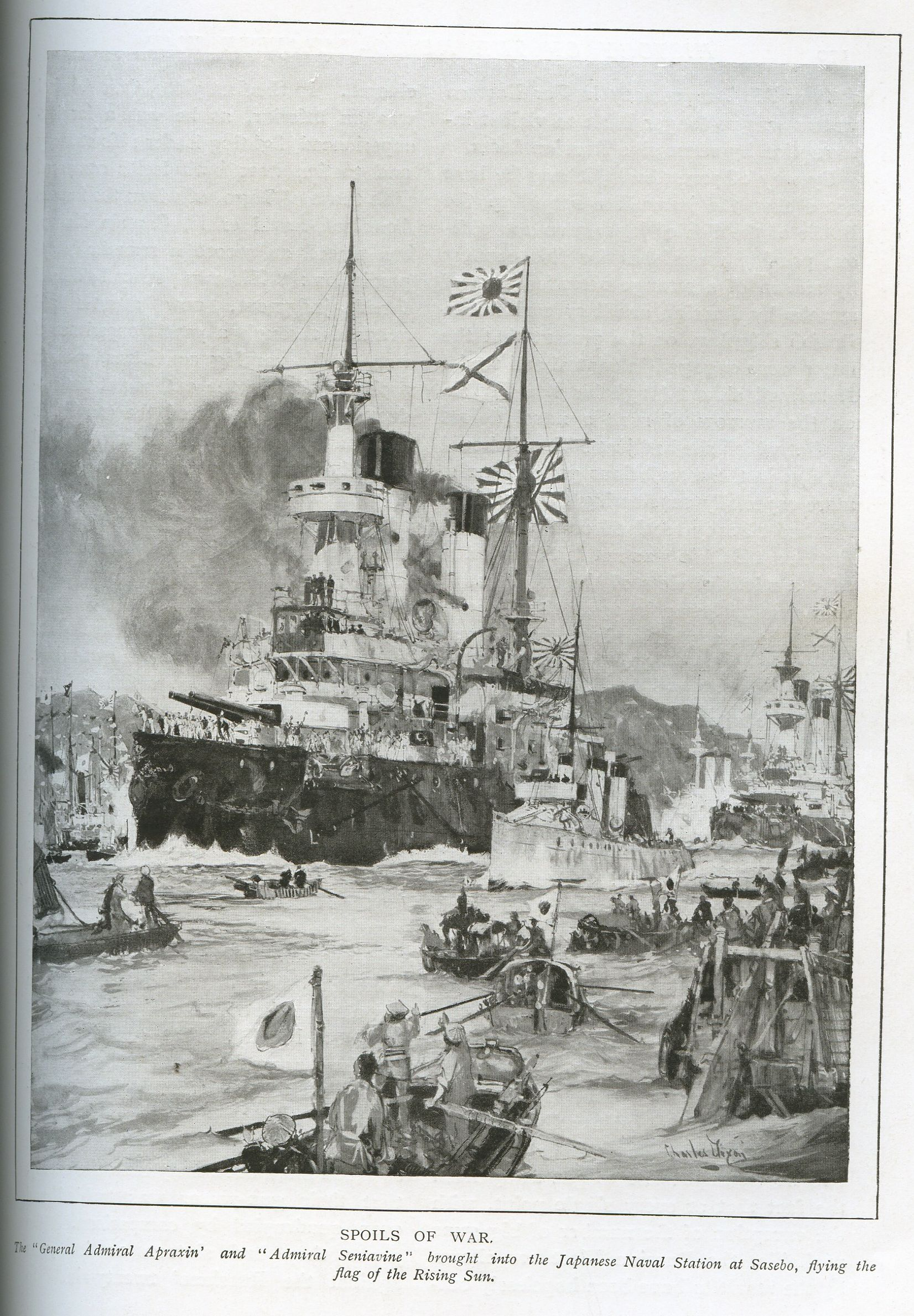
Русские корабли после Цусимского сражения

## Март
- 3 марта — рескрипт Николая II с выражением обещания привлечь «достойнейших, доверием народа облечённых, избранных от населения людей к участию в предварительной разработке и обсуждении законодательных предположений». На основании рескрипта комиссия министра внутренних дел А. Г. Булыгина начала разработку положения о Государственной Думе.

## Апрель
- апрель — Женевская конференция русских революционных партий

## Май
- 1 мая — в Забайкальской области введено военное положение.
- 12 мая—23 июля — Иваново-Вознесенская стачка
- 14—15 мая — Цусимское сражение русской и японской эскадры, полный разгром российской 2-й Тихоокеанской эскадры.
- 23 мая — началась четырёхдневная политическая стачка рабочих Баку

## Июнь

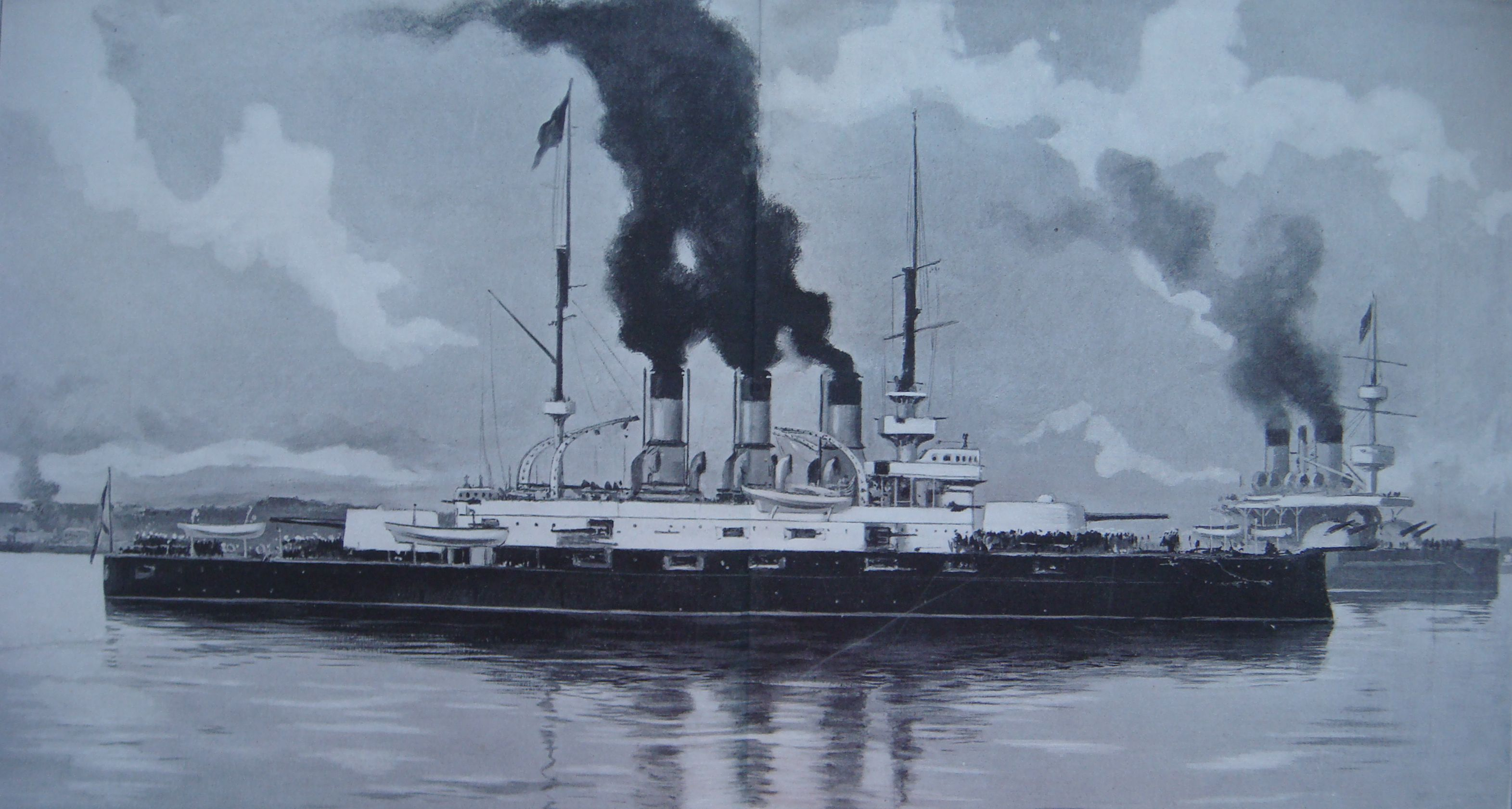
Броненосец Потёмкин

- 16 июня — расстрел мирной демонстрации рабочих во время стачки на реке Талка в Иваново-Вознесенске.
- 21—24 июня — восстание в г. Лодзь в Царстве Польском
- 27 июня — восстание матросов на броненосце «Потёмкин».
- 30 июня — Немой бой с Броненосцем Потёмкин

## Июль
- 7—31 июля — Японское вторжение на Сахалин
- 8 июля — завершение восстания на броненосце «Потёмкин». Восставшие моряки в Констанце передали броненосец румынским властям, а сами сошли на берег как политэмигранты.
- 9 июля — всеобщая забастовка в Латвии
- 11 июля — секретный русско-германский союзный договор
- 21 июля — началась десятидневная забастовка моряков Каспийского торгового флота и рабочих судоремонтных мастерских
- 30 июля — началась десятидневная забастовка на нефтяных промыслах и в механических мастерских Баку

## Август
- 1 августа — около станции Зима произошло крушение воинского поезда по причине разрыва поезда на переломе подъёма. Ранено до 80 человек. Погибло более 20 человек[2].
- 9 августа — на станции Перово Московско-Казанской железной дороги потерпел крушение почтовый поезд. Погиб багажный кондуктор[3].
- 6 августа
  - Курляндская губерния объявлена на военном положении
  - Манифест 6 августа 1905 года
- 19 августа — царский манифест о созыве совещательной Думы. Дискриминационные условия формирования Думы вызвали сильный общественный протест. Выборы в Думу не состоялись.
- 27 августа — 5-й Университетский устав, восстановивший университетскую автономию.

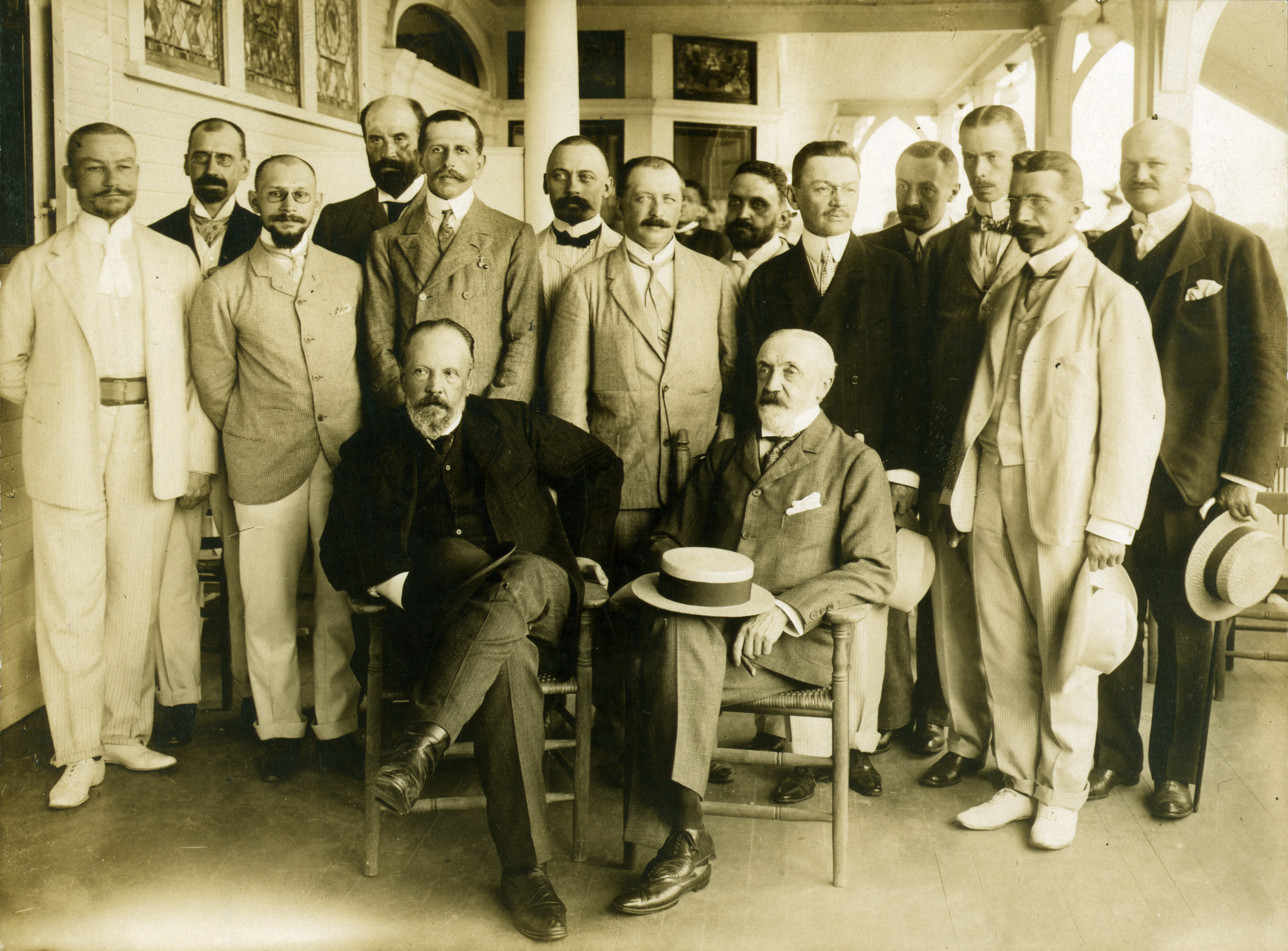
Российская делегация в Портсмуте. Сидят С. Ю. Витте и барон Р. Р. Розен

## Сентябрь
- 5 сентября — заключён Портсмутский мир с Японией, конец русско-японской войны.
- 7 сентября — отряд дружинников нападает на центральную тюрьму Риги и освобождает приговорённых к смерти членов Латышской социал-демократической рабочей партии
- 12 сентября — русский профессор В. Мантейфель провёл первую хирургическую операцию по извлечению пули из сердца.

## Октябрь
- 7 октября — начало всеобщей политической стачки в России, бастуют даже Госбанк и министерства.
- 12 октября — началась всеобщая забастовка в Латвии.
- 17 октября — Манифест 17 октября 1905 года.
- 19 октября — в России впервые создано объединённое правительство — Совет министров — во главе с С. Ю. Витте.
- 26 октября — Создан Петроградский Совет рабочих депутатов.
- 28 октября — началась двухнедельная стачка железнодорожников Закавказья.
- 29 октября — Принята в постоянную эксплуатацию Кругобайкальская железная дорога.
- 30 октября — издан царский манифест, вводящий гражданские свободы, расширяющий представительство в Думу и провозглашавший её законодательным органом, в России впервые ограничивается монархическая власть в пользу подданных.
- 30 октября — демонстрация солдат и матросов во Владивостоке. На следующий день в городе началось восстание.
- 31 октября — провозглашена Марковская республика.
- октябрь — Октябрьская всеобщая политическая стачка.

## Ноябрь
- 3 ноября — в России объявлена политическая амнистия.
- 4 ноября — издан указ об автономии Финляндии.
- 6 ноября
  - Возникла организация Союз русского народа.
  - Приморье и город Владивосток объявлены на военном положении.
- 8 ноября — Николай Коротков на конференции в Военно-медицинской академии изложил открытый им звуковой метод измерения кровяного давления, по сей день используемый во всём мире.
- 12—26 ноября — существует Старобуянская республика.
- 16 ноября — издан царский манифест об уменьшении наполовину выкупных платежей за землю и полном прекращении их взимания с 1 января 1907 года.
- 24—29 ноября — восстание в Севастополе под руководством лейтенанта Шмидта.

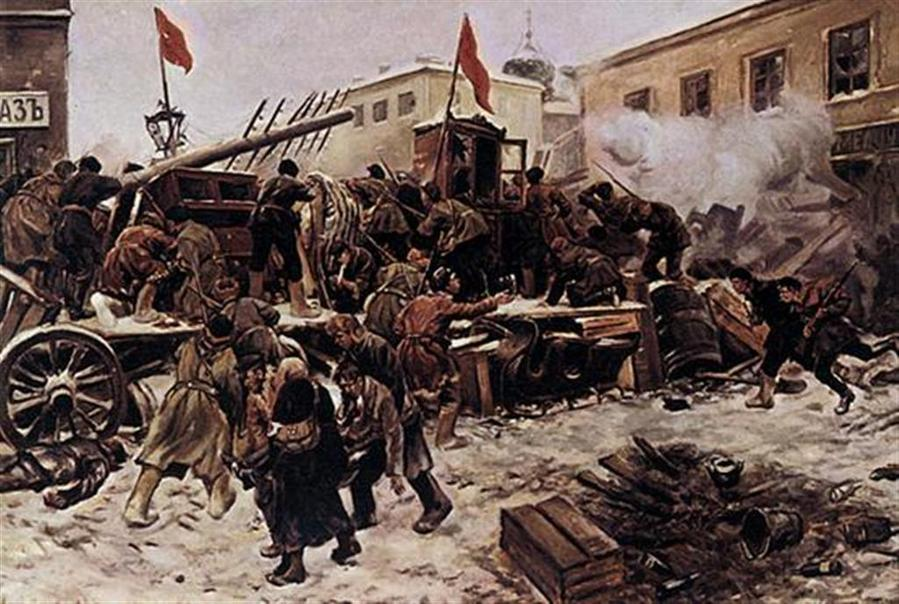
Баррикады в Москве

## Декабрь
- 4 декабря — создан Московский Совет рабочих депутатов
- 6 декабря
  - Провозглашена Красноярская республика
  - Во Владивостоке избран Исполнительный комитет нижних чинов Владивостокского гарнизона
- 7—21 декабря — Ростовское восстание
- 8—19 декабря — Восстание на Тихорецкой
- 8 декабря — образован Совет рабочих депутатов в Баку
- 9 декабря — Разгром училища Фидлера
- 12—25 декабря — существует Новороссийская республика.
- 12—25 декабря — Харьковское восстание.
- 20—31 декабря — вооружённое восстание в Москве, пик революции 1905—1907 годов, подавлено Семёновским гвардейским полком.
- 23 декабря — 8 января 1906 — всеобщая политическая забастовка железнодорожников Закавказья
- 25 декабря — демонстрация и митинг солдат гарнизона Баку
- 25—30 декабря — I конференция РСДРП
- 27 декабря — 4 января 1906 — всеобщая политическая забастовка на заводах и промыслах Баку
- декабрь — Горловское вооружённое восстание

## Без точных дат
- Генрик Сенкевич получил нобелевскую премию по литературе «за выдающиеся заслуги в области эпоса»